# Markus Scharhag
Markus Scharhag (* 1971) ist ein ehemaliger deutscher Volleyballspieler.

## Volleyball-Karriere
Scharhag spielte bis 1990 beim Volleyball-Internat Höchst und in der Junioren-Nationalmannschaft. Mit dem ASV Dachau gelang ihm 1991 die Meisterschaft der 2. Bundesliga Süd und der Bundesliga-Aufstieg. Danach wechselte er zum TuS Kriftel, mit dem er 1992 erneut Meister der 2. Bundesliga Süd wurde und in die Bundesliga aufstieg. 1994 wechselte der Zuspieler zum VfB Friedrichshafen. Hier wurde er 1996 deutscher Vizemeister und war in dieser Zeit auch in der deutschen Nationalmannschaft aktiv. In der Saison 1996/97 spielte er in der Schweiz bei Volley Amriswil. Danach kehrte er zurück zum ASV Dachau, mit dem ihm 1999 erneut die Meisterschaft der 2. Bundesliga Süd (mit 44:0 Punkten und 66:1 Sätzen) und der Bundesliga-Aufstieg gelang. In den 2000er Jahren spielte Scharhag beim Bundesligisten TSV Unterhaching und unterklassiger beim SV Lohhof.